# Високогірні луки та рідколісся Драконових гір
Високогірні луки та рідколісся Драконових гір (ідентифікатор WWF: AT1003) — афротропічний екорегіон гірських луків та чагарників, розташований в горах Південно-Африканської Республіки та Лесото.

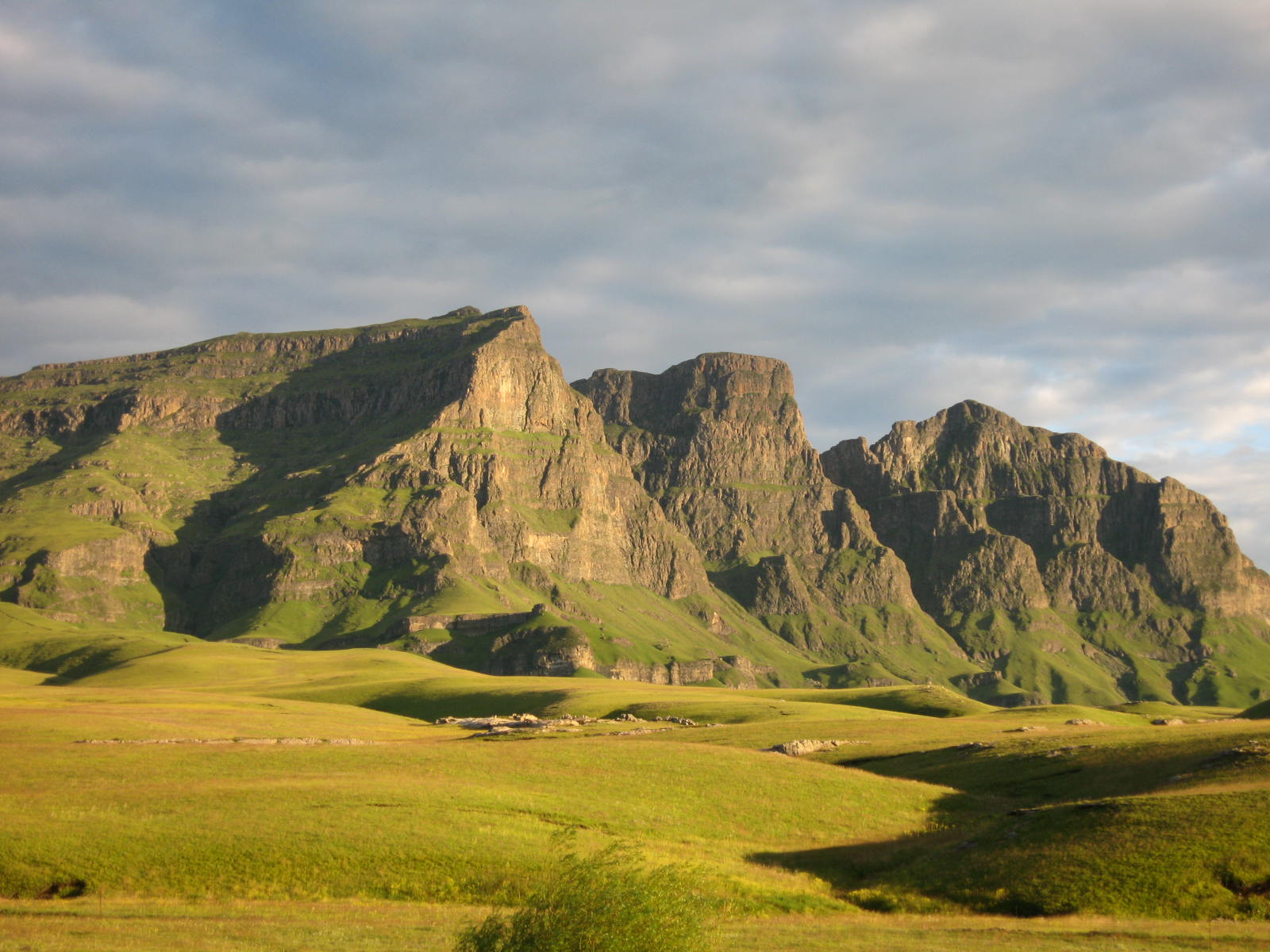
Високогір'я Драконових гір у Національному парку Сеглабатгебе (Лесото)

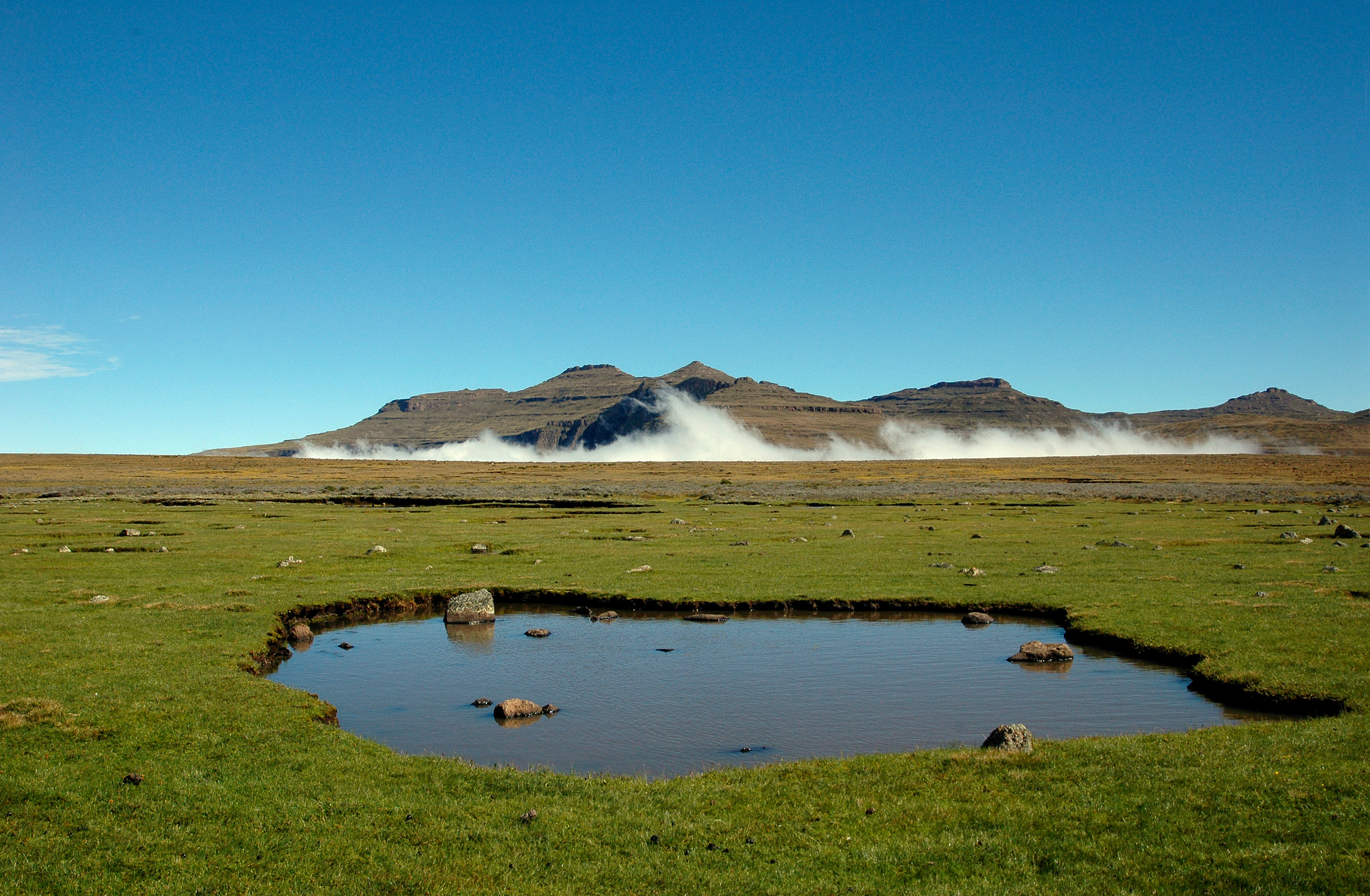
Гірське плато в Драконових горах (Національний парк Сеглабатгебе)

## Географія
Екорегіон високогірних луків та рідколісь Драконових гір охоплює високогір'я Драконових гір або Дракенсбергу, які підіймаються на висоту понад 2500 м над рівнем моря та оточують Лесотське нагір'я напівколом зі сходу та півдня. Найвищою вершиною Дракенсбергу є гора Табана-Нтленьяна висотою 3482 м, розташована в масиві Малоті на сході Лесото. Вона є найвищою вершиною Південної Африки та найвищою горою в Африці на південь від Кіліманджаро. Також в регіоні розташована гора Мафаді висотою 3446,1 м, найвища гора Південно-Африканської Республіки.
Річки, що стікають з Драконових гір на захід і північ, належать до басейну Атлантичного океану, а ті, що стікають по стрімких, майже вертикальних південних і східних схилах, — до басейну Індійського океану. Річка Тугела бере початок на плато Монт-о-Сурс і стікає на схід, при цьому падаючи на 2000 м та утворюючи водоспад Тугела, другий за висотою водоспад світу. На Лесотському нагір'ї також бере початок Оранжева, найбільша річка Південної Африки, яка тече на захід, утворюючи природний кордон між Намібією та ПАР, і зрештою впадає в Атлантичний океан. З геологічної точки зору основу регіону складають нижньоюрські дракенсберзькі базальти, які утворюють плато та стрімкі схили з численними терасами. Найбільш поширеним типом ґрунтів є неглибокі, кислі літосолі. На більш низьких висотах екорегіон переходить у луки, рідколісся та ліси Драконових гір та у луки Хайвельду.

## Клімат
На більшій частині екорегіону переважає гірський субтропічний клімат (Cwb за класифікацією Кеппена), а на найвищих вершинах Драконових гір — субарктичний клімат (Dwc за класифікацією Кеппена) або тундровий клімат (ET за класифікацією Кеппена). Температура протягом року може коливатися від 32 °C до -8 °C і в середньому становить 13 °C. Взимку часто трапляються морози, але навіть у теплі та сонячні дні температура вночі опускається нижче 0 °C. На найвищих гірських вершинах температура іноді може досягати -20 °C. Середньорічна кількість опадів становить близько 1000 мм.

## Флора
Гірський ландшафт регіону, що характеризується скелястими гірськими вершинами, стрімкими схилами та невеликими плато, призвів до формування різноманітних рослинних угруповань, розподіл яких залежить від клімату та висоти над рівнем моря. На більш низьких висотах поширені трав'янисті луки, на яких переважає гарний стоколос (Bromus speciosus), ребриста костриця (Festuca costata), пентамеріс Тайсона (Pentaschistis tysonii) та тритичинкова темеда (Themeda triandra). У високогірному афроальпійському поясі поширені купинні луки, на яких переважають різноманітні злаки, а серед скель ростуть повзучі та подушкоподібні рослини та карликові чагарники з родини вересових (Ericaceae). Серед трав, що ростуть на високогірних плато регіону, слід відзначити дворядну тенаксію (Tenaxia disticha), дракенсберзьку дантонію (Danthonia drakensbergensis), козячу кострицю (Festuca caprina), сизий гусятник (Eragrostis caesia), двоскладовий тонконіг (Poa binata), пентамеріс Галпіна (Pentameris galpinii), булавоподібну осоку (Carex clavata), несправжній драконокомиш (Dracoscirpoides falsa), цмин Фланагана (Helichrysum flanaganii), трисмугий цмин (Helichrysum trilineatum), віттеберзький цмин (Helichrysum witbergense) та холодну еріку (Erica frigida), а також різні види мітлиці (Agrostis spp.), щучника (Deschampsia spp.), костриці (Festuca spp.), кипця (Koeleria spp.), тонконога (Poa spp.) та пентамеріса (Pentameris spp.).
Драконові гори є найпівденнішим елементом Афромонтанського архіпелагу, групи високогірних регіонів Африки, деякі з яких відділені один від одного сотнями кілометрів. Хоча вони не є настільки високими, як Кіліманджаро та деякі інші гори Східної Африки, це компенсується тим, що Дракенсберг лежить на більш високих широтах.
Флора екорегіону вирізняється високим ендемізмом; тут розташовані одні з найстаріших центрів рослинного ендемізму в Африці. Найвищі рівні ендемізму спостерігаються у високогір'ях. Серед ендеміків екорегіону слід відзначити болотяний цмин (Helichrysum palustre), красивий цмин (Helichrysum bellum), катламбанський цмин (Helichrysum qathlambanum), червоні зірки Людвіга (Hypoxis ludwigii), стебельчасту кніфофію (Kniphofia caulescens), стробілофіс Райта (Strobilopsis wrightii), сеглабатгебську водяну лілію (Aponogeton ranunculiflorus), дрібноплідні косарики (Gladiolus microcarpus), еріку Тода (Erica thodei), дісу Сенкі (Disa sankeyi), крокосмію Пірса (Crocosmia pearsei) та альпійську брахістельму (Brachystelma alpinum). Також у високогір'ях Драконових гір ростуть деякі рідкісні види, які також зустрічаються у прилеглих низькогірних регіонах. Серед таких видів слід відзначити хмарну протею (Protea nubigena) та дракенсберзький саговник (Encephalartos ghellinckii). Вражаюче багатолисте алое (Aloe polyphylla) є ендеміком Лесото і зустрічається лише на висоті понад 2000 м над рівнем моря.
У високогір'ях Драконових гір росте лише близько 20 видів судинних рослин, які також зустрічаються у афроальпійських районах Східної та Північно-Східної Африки, зокрема, тут відсутні лобелії (Lobelia spp.) та деревне жовтозілля (Dendrosenecio spp.). Це пояснюється сезонністю клімату та іншими унікальними екологічними умовами, відмінними від тих, що зустрічаються в інших високогірних районах Африки.

## Фауна
Серед ссавців, що зустрічаються у високогірних районах Драконових гір, слід відзначити антилопу-стрибуна (Oreotragus oreotragus), гірську редунку (Redunca fulvorufula), звичайну канну (Taurotragus oryx), капського дамана (Procavia capensis), чепрачного шакала (Lupulella mesomelas) та капську видру (Aonyx capensis). Майже ендемічними представниками регіону є скельні кролики Х'юїтта (Pronolagus saundersiae) та отомиші Слоггета (Myotomys sloggetti).
Орнітофауна екорегіону нараховує близько 250 видів птахів. Серед рідкісних птахів, що зустрічаються в регіоні, слід відзначити південних ібісів-лисоголовів (Geronticus calvus), капських сипів (Gyps coprotheres) та зимуючих степових боривітрів (Falco naumanni). Майже ендемічними представниками регіону є сірокрилі турачі (Scleroptila afra), блакитні корхаани (Eupodotis caerulescens), східні скельники (Chaetops aurantius), синьошиї скеляри (Monticola explorator), бронзовокрилі скеляри (Monticola rupestris), скельні щеврики (Anthus crenatus), жовті єрники (Anthus chloris) та натальські щедрики (Crithagra symonsi). Ендеміками екорегіону є дракенберзькі щеврики (Anthus hoeschi).
На берегах стрімких гірських річок та струмків регіону живуть майже ендемічні дракенсберзькі річкові жаби (Amietia delalandii), пхофунгські річкові жаби (Amietia hymenopus), малутійські річкові жаби (Amietia vertebralis) та кремовоплямисті гірські змії (Montaspis gilvomaculata). Також на високогірних пустищах регіону живуть майже ендемічні довгохвості ящірки Бреєра (Tetradactylus breyeri), хайвельдські скельні ящірки (Pseudocordylus melanotus), пласкі гекони Холла (Afroedura halli) та дракенсберзькі скельні гекони (Afroedura nivaria). Ендеміками регіону є поясохвости Ланга (Pseudocordylus langi), гірські ящірки Коттрела (Tropidosaura cottrelli) та гірські ящірки Ессекса (Tropidosaura essexi).

## Збереження
Близько 7 % площі екорегіону є заповідними територіями. Основною природоохоронною територією регіону є транскордонний парк Малоті-Дракенсберг, утворений у 2001 році внаслідок об'єднання Національного парку Укхахламба-Дракенсберг (ПАР) з Національним парком Сеглабатгебе (Лесото). У 2013 році парк Малоті-Дракенсберг був внесений до списку Світової спадщини ЮНЕСКО. Іншими природоохоронними територіями, що лежать в межах регіону, є Національний парк Ґолден-Ґейт-Гайлендс, Національний парк Роял-Наталь та Природний заповідник Джаєнтс-Кастл в ПАР, а також Національний парк Тсехланьяне в Лесото.